# Nora Al Matrooshi
Nora Al Matrooshi (em árabe: نورا المطروشي; Xarja, 1993) é uma astronauta dos Emirados Árabes Unidos e a primeira astronauta árabe.

## Biografia
Ela recebeu seu bacharel na Universidade dos Emirados Árabes Unidos em Alaine, se especializando em engenharia mecânica. Em 2014, ela estudou na Vaasa University of Applied Sciences na Finlândia. Ela estudou Coreano na Hanyang University em Seul.
Desde 2016, ela tem trabalhado no National Petroleum Construction Company.
Em 2018 ela foi recusada para fazer parte do primeiro grupo de astronautas do Centro Espacial Mohammed bin Rashid.
Em abril de 2021, Nora Al Matrooshi e Mohammad Al Mulla, foram selecionados pelo Centro Espacial Mohammed bin Rashid, entre 4,000 candidatos, a participarem no programa espacial.
Nora Al Matrooshi deverá fazer parte do Grupo 23 de Astronautas da NASA, ao lado de Mohammad Al Mulla, onde passaram por um programa de treinamento no Centro Espacial Lyndon B. Johnson, em Houston, Texas. Foi oficializada como astronauta no dia 5 de março de 2024.
O primeiro astronauta dos Emirados Árabes Unidos, Hazza Al Mansouri, voou na Soyuz MS-15 no dia 25 de setembro de 2019.